# Loxosceles lawrencei
Loxosceles lawrencei är en spindelart som beskrevs av Lodovico di Caporiacco 1955. Loxosceles lawrencei ingår i släktet Loxosceles och familjen Sicariidae. Inga underarter finns listade i Catalogue of Life.